# Leander Rüppel z Ruppachu
Leander Rüppel z Ruppachu (další pravopisné varianty Leonard Rypl či Ryppl; † 21. června 1621, Praha) byl Sas, pražský měšťan ze Starého Města pražského a doktor práv. Jeden ze 27 českých pánů, kteří byli 21. června 1621 popraveni na Staroměstském náměstí za účast na stavovském povstání.
Před stavovským povstáním zastával funkci tajného rady falckého, saského kurfiřta a agenta několika dalších říšských knížat.
Za panování zimního krále Fridricha Falckého působil jako poradce direktoria českých stavů.
1. prosince 1620 jej dal Karel I. z Lichtenštejna na příkaz císaře uvěznit. Nejprve mu kat uťal pravici, jíž přísahal v úřadě věrnost císaři, poté jej sťal. Ruka byla na pranýř Staroměstského náměstí pověšena ještě před jeho smrtí, po níž k ní přibyla i jeho hlava.